# 西里德洛斯索托斯
西里德洛斯索托斯（西班牙語：Cirí de Los Sotos），是巴拿馬的城鎮，位於該國中東部，由西巴拿馬省的卡皮拉區負責管轄，面積94.5平方公里，2010年人口2,288，人口密度每平方公里24.2人。